# Санага (река)
Сана́га (фр. Sanaga) (в верхнем течении Джере́м (Дьере́м) фр. Djerem) — река в центральной части Камеруна. Протекает по территории регионов: Прибрежный, Центральный, Восточный и Адамава.

## Морфометрия
Образуется слиянием рек Джерем и Лом. Длина реки составляет 918 км вместе с Джеремом, либо 525 км, если не учитывать Джерем. Общая площадь водосбора составляет примерно 130—135 тыс. км².

## Гидрография
Берёт начало на юге центральной части плоскогорья Адамава, примерно в 3 км южнее населённого пункта Гарга, в 20 км северо-западнее столицы департамента Мбере, на высоте ≈ 1050 м над уровнем моря.
В среднем течении на реке имеются пороги и водопады. Впадает несколькими рукавами в Биафрский залив примерно в 50 км к югу от города Дуала, образуя обширный эстуарий.

### Притоки
Наиболее крупными притоками являются:
левые: Лом, впадает в Санагу на 525 км от устья;
правые: Мбам, впадает в Санагу на ≈ 230 км от устья.

## Водный режим
Санага многоводна в течение всего года, сток довольно сильно возрастает осенью; поверхностный сток исключительно дождевого происхождения. Тип водного режима — экваториальный. Средний расход воды равен примерно 2000 м³/с, максимальный — 6950 м³/с, минимальный — 234 м³/с.
| Средний расход воды (м³/с) реки Санага по месяцам с 1943 по 1980 гг. (замеры производились на гидрологическом посту около гидрометрической станции в городе Эдеа) |

## Экология
Санага является условной естественной границей, разделяющей два экорегиона: атлантические экваториальные прибрежные леса (на юге) и Кросс-Санага-Биоко прибрежные леса (на севере).

## Хозяйственное использование
Санагу пресекают несколько важных железнодорожных линий и автомагистралей.
В 1891 году в городе Эдеа немецкими колонизаторами был построен мост через Санагу, позже был построен и железнодорожный мост; эти мосты долгое время (вплоть до 1980-х годов) были единственными на Санаге во всей Прибрежной провинции. Также недалеко от Эдеа на Санаге расположена ГЭС, благодаря которой Эдеа стал первым электрифицированным городом в Камеруне.
Ниже Эдеа река судоходна. Плотина и водохранилище у города Мбакау регулируют речной сток.

## Населённые пункты
Вдоль берегов реки расположено множество населённых пунктов, наиболее крупным из которых является город Эдеа, расположенный примерно в 70 км от устья.